# 新店镇 (普安县)
新店镇，是中华人民共和国贵州省黔西南布依族苗族自治州普安县下辖的一个乡镇级行政单位。
2015年1月23日，贵州省人民政府批复同意普安县乡镇行政区划调整，新设置的新店镇辖原新店乡，镇人民政府驻新店社区。

## 行政区划
新店镇下辖以下地区：
新店社区、细氽村、烂木桥村、花月村、雨黑村和波氽村。